# Službena novozelandska glazbena top ljestvica
Službena novozelandska glazbena top ljestvica (eng.  Official New Zealand Music Chart), ranije poznata kao RIANZ Top 40 Albums Chart, službena je tjedna ljestvica prodaje albuma na Novom Zelandu, a izdaje ju RIANZ. Izlazi od siječnja 1999.
Sadrži 40 najprodavanijih albuma (digitalna preuzimanja + CD albumi). Albumi ovisno o prodaji mogu biti nagrađeni sa zlatnom (7500) ili platinastom (15000 prodanih primjeraka) certifikacijom. 